# Luciferina

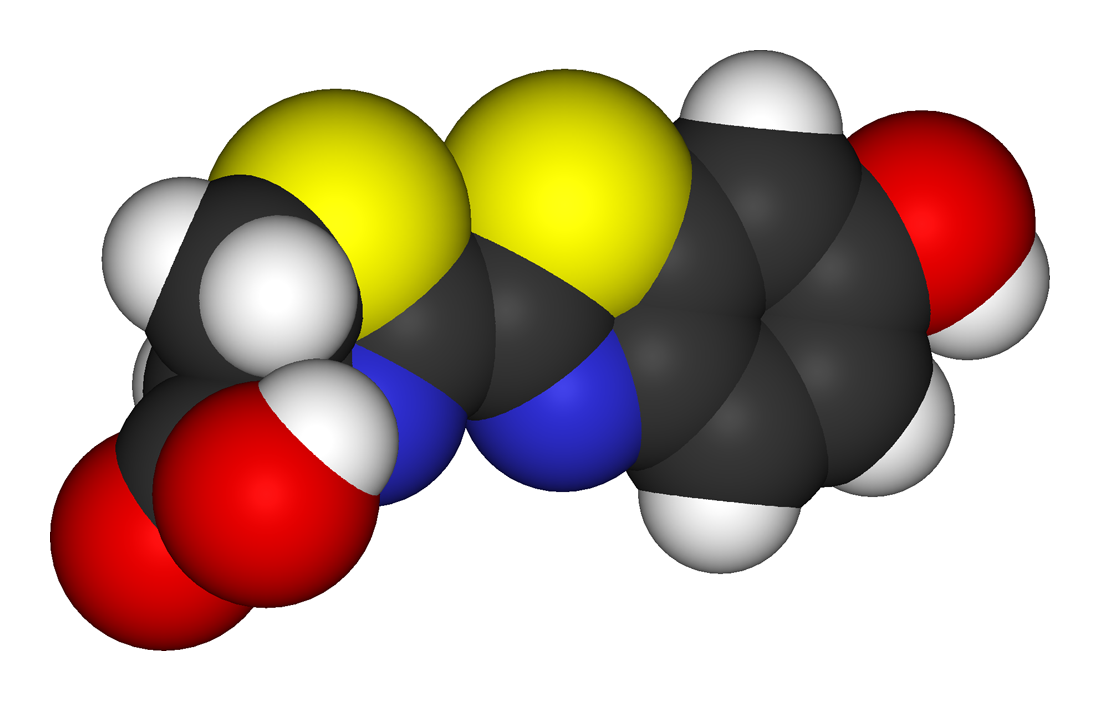
Modelo espacial da estrutura da luciferina dos pirilampos. A amarelo: enxofre; azul: azoto; preto: carbono; vermelho: oxigénio; branco: hidrogénio.

Luciferina (do latim lucifer, "que ilumina") é uma classe de pigmentos responsável pela bioluminescência em alguns animais, fungos e algas, como por exemplo os vaga-lumes. O termo luciferina é usado para referir-se a qualquer molécula emissora de luz usada por uma luciferase ou fotoproteína.
As luciferinas são substratos de enzimas denominadas luciferases, que efectuam a descarboxilação oxidativa das luciferinas (sob a forma de adenilato de luciferina, obtido através da activação de luciferina por ATP) a oxiluciferinas usando oxigénio (O2) e produzindo energia luminosa nessa reacção. As oxiluciferinas podem ser regeneradas posteriormente a luciferinas.

## História
No séc. XVII, Robert Boyle observara que todos os sistemas bioluminescentes precisavam de oxigénio para funcionar.
Por seu turno, no advento do século XVIII, René Réaumur apercebeu-se de que o pó resultante da moagem de organismos bioluminescentes secos brilhava no escuro, quando misturado com água.
Os primeiros estudos experimentais com sistemas bioluminescentes, no binómio da luciferina-luciferase, reconduzem-se ao francês Raphaël Dubois. Em 1885, quando fazia experiências com pirilampos, descobriu que a reacção bioluminosa do insecto advinha da utilização de uma substância, que era consumida num processo biológico natural. Destarte, extraiu substâncias de vários organismos bioluminescentes diferentes e separou-as em dois grupos, em função da sua termolabilidade.  Às que eram termolábeis (destruíveis pelo calor), deu-lhes o nome de luciferase e às que não o eram denominou-as de luciferina. Ao misturar a luciferina e a luciferase, na presença de oxigénio, Raphaël Dubois conseguiu reproduzir um efeito idêntico à bioluminescência natural.
Ulteriormente, a luciferina foi melhor estudada nos anos 50 pela equipa de William McElroy na Universidade Johns Hopkins, nos Estados Unidos, a partir de milhares de pirilampos recolhidos por crianças na região de Baltimore.

## Tipos de luciferina

Estrutura química da luciferina de pirilampo.

Coelenterazina.

Existem cinco tipos gerais de luciferinas.
- Luciferina de pirilampo (benzotiazol)[8]: encontrada em pirilampos, o substrato da enzima luciferase EC 1.13.12.7.
- Luciferina bacteriana (mononucleótido de flavina)[9]: encontrada em bactérias, alguns cefalópodes da ordem Sepiolida e alguns peixes. Consiste num ácido carboxílico de cadeia longa e um fosfato de riboflavina reduzido.
- Luciferina de dinoflagelados (tetrapirrol)[10]: derivado da clorofila encontrado em dinoflagelados, frequentemente os responsáveis pelo fenómeno de fosforescência nocturna na superfície de oceanos. Um tipo semelhante de luciferina é encontrado no krill.
- Vargulina[11]: encontrada em determinados peixes de águas profundas, especificamente ostracodes e peixes pertencentes ao género Porichthys. É uma imidazolopirazina.

- Coelenterazina[12]: é encontrada em radiolários, ctenóforos, cnidários, lulas, copépodos, quetognatas, peixes e camarões. Encontra-se ligada à proteína aequorina.